# Сеуи
Сеуи (итал. Seui) — коммуна в Италии, располагается в провинции Южная Сардиния в области Сардиния, в регионе Барбаджа ди Сеул.
Население составляет 1 253 человек(30-6-2019), плотность населения составляет 8,45 чел./км². Занимает площадь 148,2 км². Почтовый индекс — 8037. Телефонный код — 0782.
Покровителем населённого пункта считается святой Рох.